# نورث بای نورث‌وسترن
نورث بای نورث‌وسترن (انگلیسی: North by Northwestern) یک مجله خبری روزانه آنلاین در دانشگاه نورت‌وسترن است که در سپتامبر۲۰۰۶ توسط دانشجویان دانشکده روزنامه‌نگاری مدیل (Medill School of Journalism) راه اندازی شد.
در بهار ۲۰۰۸، این سایت مجله چاپی سه ماهی با همین نام را راه اندازی کرد.